# Суцільна пагінація
Суцільна пагінація —
1. Єдина нумерація сторінок видання за порядком, що відмінна від реальної;
2. Пагінація сторінок без пропусків, без ненумерованих сторінок.

Термін «суцільна пагінація» має кілька варіацій назви. Зокрема, «наскрізна» або «продовжувана пагінація», що трактується відповідно, як пагінація документа, складеного з кількох друкованих одиниць, частин чи випусків, яка здійснюється з першого до останнього елемента документа.
Суцільну пагінацію використовують найчастіше всередині одного тому академічного журналу. Наприклад, якщо журнал виходить щоквартально і складає в середньому 128 сторінок у кожному випуску, то суцільна пагінація полягатиме у наступному: перший випуск вийде з нумерацією сторінок від 1 до 128; другий — від 129 до 256; третій — від 257 до 384; четвертий — від 385 до 512. Наступний випуск (за інший квартал) знову нумеруватиметься з від 1 до 128 сторінки й так далі. Подібний спосіб нумерації зручний тим, що читачеві не потрібно знати номер випуску, тому, що це і так ясно з нумерації сторінок.